# Caroline Albertine Minor
Caroline Albertine Minor (født 25. oktober 1988 i København) er en dansk forfatter, der i 2018 modtog PO Enquists pris. Hun var nomineret til Nordisk Råds Litteraturpris 2018, hvor prisen gik til den Auður Ava Ólafsdóttir for værket Ör.
Minor har gået på Forfatterskolen og læste antropologi ved Københavns Universitet. Hun debuterede i 2013 med romanen Pura vida og udgav i 2017 novellesamlingen Velsignelser. Denne samling har indbragt hende flere priser. I 2020 udkom Hummerens skjold, der er solgt til udgivelse i flere lande.

## Udmærkelser
- Michael Strunge-prisen, 2017[2]
- PO Enquists pris, 2018[3]
- Det tre-årige arbejdslegat fra Statens Kunstfond, 2018.